# David Pinto
David Pinto (Midelt (Frans-Marokko), vermoedelijk ongeveer 1942), is een Marokkaans-Joodse opiniemaker en auteur. Hij was van 1998 tot 2005 bijzonder hoogleraar interculturele communicatie aan de Universiteit van Amsterdam. Pinto kreeg in 1988 in Nederland bekendheid door zijn uitspraak in dagblad de Volkskrant dat in dit land etnische minderheden worden "doodgeknuffeld".

## Biografie

### Geboorte en emigraties
Pinto groeide op in een Joods-orthodox en kinderrijk gezin in Marokko in een joodse gemeenschap van een paar duizend mensen. Zijn vader was schoenmaker en beide ouders waren analfabeet Na de lagere school kon hij niet naar het lyceum in Midelt, omdat daar op zaterdag les werd gegeven. Hij ging eerst naar een jesjiwe in Meknès, daarna naar een andere in Sefrou, in de buurt van Fez en volgde ten slotte een hogere opleiding voor joodse studies in Rabat en leerde daar Hebreeuws, Arabisch en Frans. Zonder de opleiding af te maken keerde hij terug naar Meknes om daar leraar te worden.
Het gezin Pinto emigreerde volgens Pinto in 1963 naar Israël, waar hij eerst in fabrieken werkte en later als leraar. In 1967, tijdens de Zesdaagse Oorlog, was Pinto naar eigen zeggen in het Israëlische leger hospik op de Westelijke Jordanoever en de Golanhoogvlakte, die door Israël veroverd werd. Pinto leerde in Israël zijn toekomstige echtgenote kennen, die lerares was en uit Nederland kwam. Later in 1967 kwam hij op vakantie samen met haar naar Nederland en door omstandigheden bleven zij, in Groningen.

### Studie en debat
Hij werkte in Nederland eerst als schoonmaker, maar startte in 1972 met een studie semitistiek (Talen en Culturen van het Nabije Oosten) aan de Rijksuniversiteit Groningen en promoveerde in 1993 bij dezelfde instelling op Onderwijs over cultuurverschillen. Effecten van cursussen Inter-Culturele Communicatie. Hij kreeg landelijke bekendheid met zijn stelling in een opinieartikel op 18 juni 1988 in dagblad de Volkskrant dat in Nederland etnische minderheden werden "doodgeknuffeld". Het minderhedenprobleem, zo meende Pinto, is niet van sociaaleconomische aard, maar van culturele aard. Deze opvatting werd leidend voor Pinto's maatschappelijke activiteiten. Hij had ook invloed: hij stond bijvoorbeeld aan de wieg van het Nederlandse 'inburgeringscontract'. Zijn opvattingen, onder meer verwoord in columns voor GeenStijl, riepen veel reacties op en maakten hem tot een bekende maar ook omstreden auteur.

### Bijzonder hoogleraarschap en ICI
Pinto werd per 1 oktober 1998 bijzonder hoogleraar interculturele communicatie aan de faculteit politieke en sociaal-culturele wetenschappen van de Universiteit van Amsterdam, betaald door de "Stichting Leerstoel Interculturele Communicatie" en niet onomstreden. Zijn oratie, Een nieuw perspectief: Herziening van beleid, onderwijs, communicatie, maslowpiramide dringend nodig, hield hij op 24 maart 2000. Hij bekleedde deze positie tot 2005.
Pinto is directeur en zaakvoerder van het Intercultureel Instituut (ICI), een commercieel bedrijf dat hij in 1982 oprichtte. Hij publiceerde vooral op onderwijs, management, conflicthantering en vorming gerichte werken, zoals de boeken Interculturele Communicatie, Conflicten en Management (2003) en Interculturele communicatie: Een stap verder (2007).

### Politieke loopbaan
Nadat Pinto eerder lid was van de PvdA, D66 en de VVD, stelde Pinto zich in 2002 kandidaat als lijsttrekker voor de Tweede Kamerverkiezingen bij Leefbaar Nederland Hij verloor de interne verkiezing echter van Pim Fortuyn met 19 stemmen. Bij de Nederlandse gemeenteraadsverkiezingen 2014 was hij lijsttrekker van de lokale Amsterdamse partij OMA (Onbevreesd Modern Authentiek) (voorheen OPA, Ouderen Politiek Actief). Deze haalde iets meer dan duizend stemmen (0,2%). In 2015 was hij kortstondig actief bij VoorNederland (VNL) , maar bedankte voor verdere betrokkenheid bij deze partij van onder meer Bram Moszkowicz en Joram van Klaveren omdat deze uit PVV-afval zou bestaan. In 2016 richtte hij samen met presentatrice Léonie Sazias de politieke partij LEF op, verwijzend naar het Franse liberté, egalité, fraternité (vrijheid, gelijkheid en broederschap). De samenwerking kwam binnen een maand tot een eind.

## Structurentheorie en methode
Pinto ontwikkelde de zogeheten structurentheorie die bedoeld is om verschillen in gedragsregels en communicatiecodes op verschillende niveaus te analyseren en te begrijpen. Over deze theorie zijn weinig wetenschappelijke publicaties verschenen, maar wel een aantal op de interculturele communicatiepraktijk gerichte boeken. Ook heeft de huisarts Hans Harmsen deze theorie als basis voor zijn promotie bij de EUR en voor zijn behandelingspraktijk voor niet-Westerse patiënten gebruikt en daarover gepubliceerd. Volgens deze structurentheorie bestaan er twee soorten structuren van regels en codes. Op macro niveau, zou de 'eerste wereld' (onder meer Canada, Japan en Nederland) een grofmazige structuur hebben: een los stelsel met veel aandacht voor het individu. De 'derde wereld' (onder meer Brazilië, India, Marokko, Turkije, Syrië, Egypte), zou een fijnmaziger structuur kennen: een structuur van regels en codes waarin de familie en de clan belangrijk zijn en strakke omgangscodes en gedragsregels worden gehanteerd. Tussen beide structuren in bevindt zich volgens deze theorie een gemengde structuur in bijvoorbeeld Oost-Europa, Zuid-Amerika en ook bij de tweede generatie migranten. Waar de piramide van Maslov zich richt op zelfontwikkeling als hoogste trap in de ontwikkeling van mensen, heeft Pinto een eigen piramide opgesteld die volgens hem meer aansluit bij culturen met een fijnmazige structuur: hier is familie-eer de hoogste trap. Ook ontwikkelde hij een aanpak voor interculturele communicatie, de Drie Stappen Methode (DSM).

## Steun en kritiek
Pinto kreeg vanaf het begin steun, maar ook kritiek. Aanvankelijk betrof de kritiek zijn opvattingen, maar later ook zijn aanstelling als bijzonder hoogleraar. Zo achtte de Joodse publiciste Henriette Boas in Trouw de leerstoel interculturele communicatie voor Pinto "nutteloos", omdat Pinto nooit contact zou hebben gezocht met de joodse, respectievelijk de Marokkaanse gemeenschap in Nederland. Volgens haar was het een onmogelijke opgave dat, zoals Pinto voorstelde, autochtone Nederlanders gingen participeren in de cultuur van de allochtonen, vanwege de veelsoortigheid aan culturen en bevolkingsgroepen. Journaliste Joke van Kampen uitte in De Groene Amsterdammer kritiek op de grote bedragen die Pinto zou opstrijken bij het geven van cursussen, en was van mening dat zijn voorstellen te veel stoelden op de situatie in Israël. Ook verweet ze hem dat hij steeds met dezelfde voorbeelden kwam (als een grammofoonplaat die blijft hangen). In een artikel in de Sociologische Gids over de wildgroei van vaak door instellingen en bedrijven betaalde bijzondere hoogleraren werd Pinto als een van de voorbeelden genoemd waarbij twijfel bestaat over de wetenschappelijke kwaliteit. Felle kritiek op Pinto leverde de uit een Joodse familie stammende journalist Johan van Gelder in zijn boek 'Dossier Pinto, Het Lijk in de Kast' maar de rechter oordeelde dat de door van Gelder in zijn 'Nieuwe Joodse Gazet' geuite beschuldigingen over fraude en malversaties van Pinto niet hard konden worden gemaakt.
Pinto kreeg ook steun en waardering omdat hij de integratieproblematiek op een nieuwe manier agendeerde en met nieuwe oplossingen kwam. Steun kwam onder meer van VVD-prominent Frits Bolkestein, Pim Fortuyn en oud-FVD-prominent Paul Cliteur.
Daarnaast werd hij gevraagd als lid van adviescommissies en is zijn aanpak gebruikt bij het verzorgen van onderwijs of trainingen door en voor profit- en non-profitorganisaties. Ook verzorgde hij columns voor media als Geen Stijl, De Post Online (DPO) en Sta-pal, voortgekomen uit het Oud-Strijders Legioen.

## Bestuursfuncties (selectie)
- Voorzitter Adviescommissie Culturele Diversiteit van de gemeente Den Haag, ca 2005
- Lid van de Raad van Toezicht van de Haagse Hogeschool/Technische Hogeschool Rijswijk, ca 2005
- lid van het Dagelijks Bestuur (DB) van de Regionaal Schooladviesdienst van Groningen;
- voorzitter van de stichting Straathoekwerk in Groningen;
- voorzitter van de Stichting Pop Against Racism in Amsterdam;
- Kroonlid van de Universiteitsraad van de RUG;
- lid van de Raad van Toezicht van het Zaans Medisch Centrum;
- id Beleidswerkplaats Coöperatieve Innovatie van Rabobank Nederland (denktank van de organisatie);
- voorzitter van de Raad van Toezicht van de Katholieke Scholengemeenschap PCC;
- voorzitter van NIOA (Ned. Instituut voor Onderwijs en Arbeid);
- lid Advies Raad voor betrokken bewindslieden op het snijvlak van Onderwijs & Arbeid;
- lid van De Derde Kamer (schaduwparlement voor Ontwikkelingssamenwerking en Internationale Solidariteit);
- lid Governing Council van de Internationale Organisatie SIETAR (Society for Intercultural Education Training And Research)

## Publicaties (selectie)
- Het virus cultuurverschillen, Bohn Stafleu Van Loghum, 1994
- Een nieuw perspectief: Herziening van beleid, onderwijs, communicatie, maslowpiramide dringend nodig, Oratie, 2000[11]
- Interculturele Communicatie, Conflicten en Management, Bohn Stafleu van Loghum, 2003
- De wereld volgens Pinto, Karakter, 2004
- Interculturele communicatie. Een stap verder, Bohn Stafleu van Loghum, 2007
- Conflicthantering en diversiteit, met Hans van Doremalen. Bohn Stafleu Van Loghum, 2009
- Canon voor participatie en diversiteit. Een praktische en realistische kijk en aanpak. Kluwer, 2012
- De piramide van Pinto : weg met de Policor-dictatuur. Uitgeverij Aspekt, 2016
- Is the Maslow pyramid universal?: the hierarchy of human needs: Prof. Pinto's analysis of deep normative differences and a new pyramid. Aspekt Publishers, 2017
- Effectieve interculturele communicatie: theorie, methode en praktijk. Uitgeverij Aspekt, 2018
- Moord op Spinoza: de opstand tegen de verlichting en moderniteit, met Paul Cliteur Uitgeverij Aspekt, 2018
- Marokkaanse Jood van analfabete ouders. Uitgeverij Aspekt, 2020

## Persoonlijk
Pinto was getrouwd met Yaël Schrijver. Samen met haar kreeg hij vier kinderen; een werd geboren in Israël, drie in Groningen. Yaël Schrijver overleed in 2021.

## Wetenswaardigheden
Pinto heeft naar eigen zeggen Portugese voorouders. Dit is niet onwaarschijnlijk omdat de naam Pinto oorspronkelijk stamt uit Portugal. In Nederland zijn meer mensen met deze naam en een vergelijkbare Joods-Portugese achtergrond, onder andere bekend van het Huis De Pinto in Amsterdam.
- Gemeinsame Normdatei: 113519162X
- International Standard Name Identifier: 0000 0000 3597 6004
- Library of Congress Control Number: n85036314
- Nederlandse Thesaurus van Auteursnamen: 069128596
- Virtual International Authority File: 48186446